# Пол Масланські
Пол Масланські (англ. Paul Maslansky; 23 листопада 1933 — 2 грудня 2024) — американський кінопродюсер.

## Біографія
Пол Масланські народився 23 листопада 1933 року в Нью-Йорку. Навчався в університеті Washington and Lee University в Лексінгтоні, штат Вірджинія, який закінчив у 1954 році. Служив в американській армії, брав участь добровольцем у Шестиденній війні Ізраїлю з арабськими країнами. Після повернення до Сполучених Штатів захопився джазом. Грав на трубі в колективі Beverly Hills Unlisted Jazz Band. Потім навчався на юридичному факультеті в Нью-Йоркському університеті. Пізніше поїхав до Парижа для знайомства з французьким кінематографом і навчання. Деякий час працював в Європі продюсером, потім повернувся в США. Найбільш комерційно успішним проектом стала серія фільмів «Поліцейська академія».
Помер 2 грудня 2024 року в США на 92-му році життя.

## Особисте життя
Двічі був одружений — з Саллі Енн Гілл та Гоуп Ліліан Маллет. Від другого шлюбу має двох дітей, один з яких — Саша Масланські (1969) — теж кінематографіст.

## Фільмографія
| Рік       |    | Українська назва                                   | Оригінальна назва                         | Роль                    |
| --------- | -- | -------------------------------------------------- | ----------------------------------------- | ----------------------- |
| 1964      | ф  | Замок живих мерців                                 | Il castello dei morti vivi                | автор історії, продюсер |
| 1966      | ф  |                                                    | The She Beast                             | продюсер                |
| 1970      | ф  |                                                    | Eyewitness                                | продюсер                |
| 1972      | ф  | Лінія смерті                                       | Death Line                                | продюсер                |
| 1974      | ф  |                                                    | Sugar Hill                                | режисер                 |
| 1975      | ф  | Важкі часи                                         | Hard Times                                | виконавчий продюсер     |
| 1976      | ф  | Синій птах                                         | The Blue Bird                             | продюсер                |
| 1977      | ф  | Проклята долина                                    | Damnation Alley                           | продюсер                |
| 1978      | ф  | Мовчазна Флейта                                    | Circle of Iron                            | продюсер                |
| 1979      | ф  | Кактус Джек                                        | The Villain                               | виконавчий продюсер     |
| 1980      | ф  |                                                    | Ruckus                                    | продюсер                |
| 1981      | ф  | Саламандра                                         | The Salamander                            | продюсер                |
| 1984      | ф  | Поліцейська академія                               | Police Academy                            | продюсер                |
| 1985      | ф  | Поліцейська академія 2: Їх перше завдання          | Police Academy 2: Their First Assignment  | продюсер                |
| 1985      | ф  | Повернення в країну Оз                             | Return to Oz                              | продюсер                |
| 1986      | ф  | Поліцейська академія 3: Знову до академії          | Police Academy 3: Back in Training        | продюсер                |
| 1987      | ф  | Поліцейська академія 4: Квартальна охорона порядку | Police Academy 4: Citizens on Patrol      | продюсер                |
| 1988      | ф  | Поліцейська академія 5: Операція Маямі-біч         | Police Academy 5: Assignment: Miami Beach | продюсер                |
| 1988      | мс | Поліцейська академія                               | Police Academy: The Series                | виконавчий продюсер     |
| 1989      | ф  | Поліцейська академія 6: Місто в облозі             | Police Academy 6: City Under Siege        | продюсер                |
| 1989      | в  | Божевільний медовий місяць                         | Honeymoon Academy                         | продюсер                |
| 1990      | ф  | Російський відділ                                  | The Russia House                          | продюсер                |
| 1994      | ф  | Поліцейська академія 7: Місія в Москві             | Police Academy: Mission to Moscow         | продюсер                |
| 1995      | ф  | Флюк                                               | Fluke                                     | продюсер                |
| 1997—1998 | с  | Поліцейська академія                               | Police Academy: The Series                | виконавчий продюсер     |